# La Muraz
La Muraz é uma comuna francesa na região administrativa de Auvérnia-Ródano-Alpes, no departamento da Alta Saboia. Estende-se por uma área de 14.38 km². Em 2010 a comuna tinha 1 063 habitantes (densidade: 73,9 hab./km²).